# 류은실
류은실(1973년 1월 3일~)은 조선민주주의인민공화국의 다이빙 선수로, 1992년 하계 올림픽에 참가했다.